# Dacninae
Dacninae es una subfamilia propuesta de aves paseriformes de la familia Thraupidae que agrupa a quince especies en tres géneros nativas de la América tropical (Neotrópico), donde se distribuyen desde el sur de México, por América Central y del Sur, hasta el oeste de Bolivia, sur de Brasil y noreste de Argentina.

## Etimología
El nombre de la subfamilia deriva del género tipo: Dacnis, que deriva de la palabra griega «daknis», tipo de ave de Egipto, no identificada, mencionada por Hesiquio y por el gramático Sexto Pompeyo Festo.

## Características
De todas las submilias de tráupidos, Dacninae es la que presenta el mayor dimorfismo sexual, caracterizado por los machos de color azul brillante y las hembras verdes. Adicionalmente, algunas de las especies ostentan el plumaje más reflectivo de ultavioleta de todos los tráupidos. En contraste a las similitudes de plumaje, las especies en este clado presentan dramáticas diferencias en el perfil del pico y en el comportamiento de alimentación. La tangara golondrina Tersina viridis, tiene características comportamentales y morfológicas únicas, incluyendo el pico chato. Aunque las especies en los tres géneros se alimentan de frutos e insectos, las diferencias en los hábitos alimenticios se reflejan directamente en el perfil de los picos. Tersina viridis frecuentemente vuela desde perchas expuestas para capturar insectos, usando su pico exclusivo. Diferentemente, las especies en Dacnis y  Cyanerpes incluyen néctar en su dieta; los Cyanerpes son nectarívoros y tienen picos estrechos, largos y curvos, muchos Dacnis también se alimentan de néctar y sus picos también son estrechos pero más cortos y puntiagudos.

## Taxonomía
Las diferencias presentadas por Tersina viridis hicieron con que fuera colocada en el pasado en una familia Tersinidae, o subfamilia Tersininae o tribu monotípica Tersinini. Sin embargo los análisis moleculares subsiguientes confirmaron su inclusión en Thraupidae y más específicamente su estrecha relación con Dacnis y  Cyanerpes.
Dacnis y Cyanerpes ya fueron colocadas en el pasado en una familia Coerebidae, pero ya desde los años 1970 se sitúan en Thraupidae, lo que es seguido por todas las clasificaciones.
Los datos presentados por los amplios estudios filogenéticos recientes de Burns et al. (2014) comprueban fuertemente la monofilia de la presente subfamilia, así como también identifican claramente que cada uno de los tres géneros es monofilético.

## Géneros
| Imagen | Género    | Autor            | Nombre común          |
| ------ | --------- | ---------------- | --------------------- |
|        | Tersina   | Vieillot, 1819   | tangara golondrina    |
|        | Dacnis    | Cuvier, 1816     | dacnis o mieleros     |
|        | Cyanerpes | Oberholser, 1899 | mieleritos o mieleros |